# Vinnicja
Vinnicja (ukránul: Вінниця, oroszul: Винница, lengyelül: Winnica, románul: Vinnița) város Ukrajnában, a Déli-Bug folyó partján, a Vinnicjai terület székhelye. Az 1970-es években létesített Albertirsa–Vinnicja-távvezeték végpontja.

## Fekvése
Vinnicja 260 km-re helyezkedik el Kijevtől, Ukrajna fővárostól, 429 km-re Odeszától, és 369 km-re Lvivtől. A város a Podóliai-hátságon terül el.

## Földrajz

### Éghajlat
| Hónap                            | Jan.  | Feb.  | Már.  | Ápr. | Máj. | Jún. | Júl. | Aug. | Szep. | Okt. | Nov.  | Dec.  | Év    |
| -------------------------------- | ----- | ----- | ----- | ---- | ---- | ---- | ---- | ---- | ----- | ---- | ----- | ----- | ----- |
| Rekord max. hőmérséklet (°C)     | 11,6  | 17,3  | 21,2  | 29,4 | 31,8 | 34,6 | 35,5 | 37,3 | 36,5  | 26,9 | 19,9  | 12,4  | 37,3  |
| Átlagos max. hőmérséklet (°C)    | −1,6  | −0,5  | 5,2   | 13,6 | 20,1 | 22,8 | 25,0 | 24,5 | 19,1  | 12,3 | 4,8   | −0,1  | 12,2  |
| Átlaghőmérséklet (°C)            | −4,3  | −3,4  | 1,5   | 8,7  | 14,6 | 17,6 | 19,6 | 18,9 | 14,0  | 8,0  | 2,1   | −2,5  | 8,0   |
| Átlagos min. hőmérséklet (°C)    | −6,9  | −6,2  | −2,3  | 3,8  | 9,1  | 12,4 | 14,2 | 13,3 | 8,9   | 3,8  | −0,6  | −4,9  | 3,8   |
| Rekord min. hőmérséklet (°C)     | −33,5 | −28,5 | −23,7 | −7,3 | −2,8 | 3,0  | 6,6  | 3,0  | −2,4  | −9,6 | −22,2 | −26,5 | −33,5 |
| Átl. csapadékmennyiség (mm)      | 29    | 27    | 31    | 45   | 51   | 95   | 91   | 69   | 58    | 34   | 39    | 36    | 602   |
| Forrás: Клімат та погода Вінниця |       |       |       |      |      |      |      |      |       |      |       |       |       |

## Népesség
2024-ben a lakosság száma 387 ezer volt. lakosok.
| Lakosok száma | 1214 | 23 591 | 19 419 | 24 989 | 36 277 | 57 990 | 93 032 | 367 610 | 371 855 | 369 739 |
|               | 1849 | 1878   | 1888   | 1893   | 1905   | 1926   | 1939   | 2010    | 2018    | 2022    |

## Története
A város első említésének ideje: 1363. Magdeburgi városi jogokat 1640-ben kapott. Az Orosz Birodalmon belül teljes jogú város lett 1798-ban.
A település már a 16. században fontos kereskedelmi és politikai központ volt. A kozák háborúk és a második világháború alatt is fontos szerepet játszott. Adolf Hitler több hetet töltött itt 1942–1943-ban. A Harmadik Birodalom a város mellé helyezte Hitler legkeletebbre eső főhadiszállását, a Werwolfot.

## Testvérvárosai
A város honlapja alapján:
- Bat Jam, Izrael
- Birmingham, Alabama, Amerikai Egyesült Államok
- Bursa, Törökország
- Kielce, Lengyelország
- Lipeck, Oroszország
- Szentpétervár – Nyevszkij kerület, Oroszország
- Panevėžys, Litvánia
- Peterborough, Egyesült Királyság
- Rîbnița, Moldova

## Képek

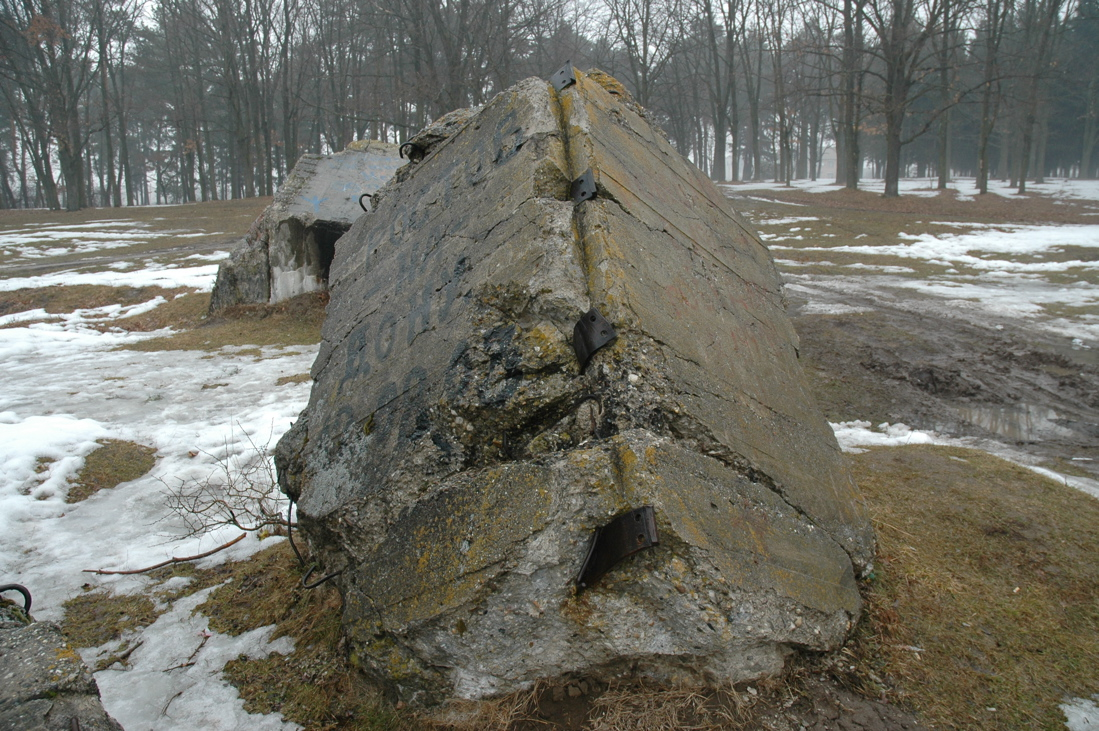
Hitler legkeletibb főhadiszállása, a Werwolf romjai Vinnicja határában
Preobpazsenszij templom
Preobpazsenszij templom